# Gjallarbrú
Nella mitologia norrena, il Gjallarbrú è un ponte che congiunge le due rive del fiume Gjöll nell'aldilà.
Questo ponte deve essere attraversato per giungere nell'Hel, secondo il Gylfaginning. È descritto come un ponte tutto ricoperto da oro luccicante, ed è menzionato nella storia di Baldr, quando Hermóðr venne inviato per recuperare il dio dal regno degli inferi. Quando Hermóðr arrivò al ponte, fu sfidato dalla gigantessa Móðguðr, la quale gli intimò di dichiarare il suo nome e il suo intento prima di procedere.